# Patrick Byrne
Patrick Byrne (irisch Pádraig Ó Broin, * 2. April 1925; † 19. Oktober 2021) war ein irischer Politiker und saß von 1956 bis 1969 im Dáil Éireann, dem Unterhaus des irischen Parlaments.
Patrick Byrne wurde 1925 als Sohn des irischen Politiker Alfred Byrne und dessen Frau Elizabeth geboren. Im Jahr 1956 wurde Byrne als unabhängiger Kandidat bei Nachwahlen am 30. April in den 15. Dáil Éireann gewählt und besetzte damit den vakanten Sitz seines Vaters neu. Ein Jahr später trat er der Fine Gael bei und wurde für seine neue Partei in den 16. Dáil Éireann wiedergewählt. Es folgten nun noch zwei erfolgreiche Wiederwahlen in den Jahren 1961 und 1965. Bei den Wahlen 1969 zum 19. Dáil kandidierte Byrne nicht mehr.
Byrne hatte insgesamt sieben Geschwister. Seine beiden Brüder Alfred und Thomas waren ebenfalls Abgeordnete im Dáil Éireann.